# On the Beach
On the Beach – solowy album nagrany przez Neila Younga w okresie od listopada 1973 r. do kwietnia 1974 i wydany przez firmę nagraniową Reprise w lipcu 1974 r.

## Historia i charakter albumu
Album został nagrany po płycie Tonight’s the Night, ale wydany przed nią. Oba albumy łączyła pewna chropowatość muzyki i surowość produkcji. Te elementy zszokowały zarówno krytyków jak i fanów; wszyscy spodziewali się bowiem albumu kontynuującego przebojowy Harvest, chociaż akurat utwór otwierający On the Beach czyli "Walk On" był najbardziej zbliżony do subtelnego i wyrafinowanego brzmienia Harvest.
Album ten cechuje także rozpacz, pesymizm i rozczarowanie. W głównej recenzji z tego albumu w magazynie Rolling Stone został nazwany jednym z najbardziej rozpaczliwych albumów całej dekady. Z kolei William Ruhlmann z AllMusic w swojej recenzji stwierdzał, iż tak naprawdę On the Beach jest świadectwem przezwyciężania pesymizmu i rozpaczy i usiłowania nie podporządkowania się tym uczuciom.
Album nie był dużym sukcesem komercyjnym, jednak z biegiem czasu osiągnął status kultowy i poważanie krytyki.
Płyta ta czekała ponad 20 lat na wydanie w cyfrowym formacie na CD, co uczyniło ją jednym z najbardziej pożądanych albumów do wznowienia. Young nigdy nie podał jasno motywów stojących za wstrzymywaniem wznowienia albumu. W 2000 r. grupa ponad 5000 osób podpisała petycję internetową domagającą się wydania płyty na CD i w 2003 r. On the Beach ukazał się w formacie cyfrowym.

## Oceny i wpływy albumu
- Na stronie internetowej Rate Your Music został wybrany na 22 pozycji wśród najlepszych albumów dekady lat 70.; zajął tam także miejsce 77 na liście wszech czasów.
- Pitchfork Media dały mu pozycję 65 na swojej liście Najlepszych 100 albumów lat 70..
- In 2007, album ten zajął 40 pozycję w klasyfikacji w książce Boba Mersereau The Top 100 Canadian Albums w kategorii Kanadyjski album wszech czasów.

## Muzycy
- Neil Young – gitara (1, 3, 5, 6, 7, 8) wokal (wszystkie), bandżo (4), harmonijka (7, 8), pianino Wulrlitzera (2)
- Ben Keith – gitara slide (1, 2,), wokal (1, 4, 5), pianino Wulrlitzera (3), gitara Dobro (4), organy (5), hair drum (5); ręczny bęben (6), gitara basowa (7, 8)
- George Whitsell – gitara (5)
- Rusty Kershaw – gitara slide (7), skrzypki)fiddle) (8)
- David Crosby – gitara rytmiczna (3)
- Billy Talbot – gitara basowa (1)
- Tim Drummond – gitara basowa (2, 5), instrumenty perkusyjne (5)
- Rick Danko – gitara basowa (3)
- Ralph Molina – perkusja (1, 5, 6), wokal (1), ręczny bęben (7, 8)
- Levon Helm – perkusja (2)
- Joe Yankee – harmonijka (2), elektryczny tamburyn (8)

## Spis utworów
| 1. | Walk on                     | 2:40  |
|    |                             |       |
| 2. | See the Sky about to Rain   | 5:03  |
|    |                             |       |
| 3. | Revolution Blues            | 4:02  |
|    |                             |       |
| 4. | For the Turnsiles           | 3:13  |
|    |                             |       |
| 5. | Vampire Blues               | 4:11  |
|    |                             |       |
| 6. | On the Beach                | 6:59  |
|    |                             |       |
| 7. | Motion Picture (for Carrie) | 4:20  |
|    |                             |       |
| 8. | Ambulance Blues             | 8:57  |
|    |                             |       |
|    |                             | 39:25 |
|    |                             |       |

## Opis płyty
- Producent – Neil Young i David Briggs (1, 4); Neil Young i Mark Harman (2, 3, 5); Neil Young i Al Schmitt (6, 7, 8)
- Data nagrania – 30 listopada 1973-7 kwietnia 1974
- Miejsce nagrania – Sunset Sound Studio, Los Angeles; Broken Arrow Studios, San Francisco (1, 4)
- Długość – 38 min. 05 sek.
- Kierownictwo artystyczne i projekt – Gary Burden dla R. Twerk & Company.
- Zdjęcia – Bob Seidemann
- Liternictwo – Rick Griffin
- Transfer z analogu do zapisu cyfrowego – John Nowland
- Cyfrowy remastering – Tim Mulligan
- Studio – Redwood Digital, Woodside, Kalifornia
- Firma nagraniowa – Reprise
- Numer katalogowy – 48497-2

## Listy przebojów

### Album
| Rok  | Lista                    | Pozycja |
| ---- | ------------------------ | ------- |
| 1976 | Billboard. Albumy popowe | 16      |